# Pauline Phillips
Pauline "Popo" Esther Phillips (født Friedman; 4. juli 1918 i Sioux City, Iowa, død 16. januar 2013 i Minneapolis, Minnesota) var en amerikansk skribent på og opfinder af brevkassen "Dear Abby" i 1956. Den nuværende skribent er hendes ældste barn og eneste datter, Jeanne Phillips, der skriver under synonymet Abigail Van Buren, der også blev brugt af hendes mor. Pauline havde også sønnen Edward Jay Phillips.
Pauline Esther Friedman Phillips var tvilling til Esther Pauline Friedman Lederer, der skrev klummen Ann Landers indtil hendes død i 2002.